# Lavos
Lavos é uma vila portuguesa sede da Freguesia de Lavos do Município da Figueira da Foz, freguesia com 42,02 km² de área e 3587 habitantes (censo de 2021), tendo, por isso, uma densidade populacional de 85,4 hab./km².
Foi vila e sede de concelho com foral de 1217. Antes do liberalismo foi um couto. Era constituído, à data da extinção, em 1853, pelas freguesias da sede e Paião.
A sede da freguesia e que lhe deu o nome, a povoação de Lavos, foi novamente elevada à categoria de vila em 12 de Junho de 2009.

## Demografia
Nota: Com lugares desta freguesia foi criada a freguesia de Marinha das Ondas (decreto n.º 15.223, de 21/03/1928) (Fonte: INE)
A população registada nos censos foi:
| Distribuição da população por grupos etários | Distribuição da população por grupos etários | Distribuição da população por grupos etários | Distribuição da população por grupos etários | Distribuição da população por grupos etários |
| -------------------------------------------- | -------------------------------------------- | -------------------------------------------- | -------------------------------------------- | -------------------------------------------- |
| Ano                                          | 0-14 Anos                                    | 15-24 Anos                                   | 25-64 Anos                                   | > 65 Anos                                    |
| 2001                                         | 545                                          | 512                                          | 2162                                         | 952                                          |
| 2011                                         | 496                                          | 372                                          | 2097                                         | 1034                                         |
| 2021                                         | 408                                          | 322                                          | 1711                                         | 1146                                         |